# 第186回国会
第186回国会（だい186かいこっかい）とは、2014年1月24日に召集された通常国会。会期は同年6月22日までの150日間。

## 概要
第2次安倍内閣にとって2度目の通常国会である。政府・与党は平成25年度補正予算と平成26年度本予算の成立に全力を挙げるのに対し、野党は前国会で成立した特定秘密保護法の廃止を求めるなど対決姿勢を見せた。
安倍首相は施政方針演説で「『経済の好循環』なくして、デフレ脱却はない」とし、「好循環実現国会」と位置づけた。

## 各党・会派の議席数
| 計480、2014年（平成26年）2月28日時点 - 自由民主党 - 293 - 民主党・無所属クラブ - 55 - 日本維新の会 - 53 - 公明党 - 31 - みんなの党 - 9 - 結いの党 - 9 - 日本共産党 - 8 - 生活の党 - 7 - 社会民主党・市民連合 - 2 - 無所属 - 12 （議長：伊吹文明、副議長：赤松広隆を含む） - 欠員 - 1 | 計242、2014年（平成26年）3月29日時点 - 自由民主党 - 114 - 民主党・新緑風会 - 58 - 公明党 - 20 - みんなの党 - 13 - 日本共産党 - 11 - 日本維新の会 - 9 - 結いの党 - 5 - 社会民主党・護憲連合 - 3 - 新党改革・無所属の会 - 3 - 生活の党 - 2 - 無所属 - 4 （議長：山崎正昭、副議長：輿石東を含む） |

## 主な審議議案

### 衆法（衆議院議員提出法律案）
| 提出回次 | 議案件名                         | 結果               | 成立日  | 備考                           |
| -------- | -------------------------------- | ------------------ | ------- | ------------------------------ |
| 186      | 過疎地域自立促進特別措置法改正案 | 成立               | 3月26日 | 特措法の期限を5年延長          |
| 186      | 国民の祝日に関する法律改正案     | 成立               | 5月23日 | 山の日（8月11日）を新設        |
| 186      | 東日本大震災復興特別区域法改正案 | 成立               | 4月23日 | 土地収用法の特例要件緩和       |
| 186      | 国民投票法改正案                 | 成立               | 6月13日 |                                |
| 186      | 児童ポルノ禁止法改正案           | 成立               | 6月18日 | 単純所持も禁止                 |
| 186      | 地域自然保全法案                 | 成立               | 6月18日 | 国立公園等の入域料徴収を認める |
| 186      | アレルギー疾患対策基本法案       | 成立               | 6月20日 |                                |
| 186      | 内水面漁業の振興に関する法律案   | 成立               | 6月20日 |                                |
| 186      | 公認心理師法案                   | 衆議院で閉会中審査 | -       | 心理職国家資格                 |

### 参法（参議院議員提出法律案）
| 提出回次 | 議案件名                                   | 結果 | 成立日  | 備考 |
| -------- | ------------------------------------------ | ---- | ------- | ---- |
| 186      | 水循環基本法案                             | 成立 | 3月27日 |      |
| 186      | 雨水の利用の推進に関する法律案             | 成立 | 3月27日 |      |
| 186      | 公共工事の品質確保の促進に関する法律改正案 | 成立 | 5月29日 |      |

### 閣法（内閣提出法律案）
| 提出回次 | 議案件名                               | 結果 | 成立日  | 備考                                       |
| -------- | -------------------------------------- | ---- | ------- | ------------------------------------------ |
| 186      | 地方法人税法案                         | 成立 | 3月20日 | 地方法人税の創設                           |
| 186      | 所得税法等の改正案                     | 成立 | 3月20日 | 復興特別法人税の前倒し廃止                 |
| 186      | 健康・医療戦略推進法案                 | 成立 | 5月23日 |                                            |
| 186      | 難病の患者に対する医療等に関する法律案 | 成立 | 5月23日 |                                            |
| 186      | 独立行政法人日本医療研究開発機構法案   | 成立 | 5月23日 |                                            |
| 186      | 私立学校法改正案                       | 成立 | 3月26日 | 監督権限を強化                             |
| 186      | 司法試験法改正案                       | 成立 | 5月28日 | 受験制限を緩和                             |
| 186      | 防衛省設置法改正案                     | 成立 | 6月6日  | 次官級「防衛審議官」を新設                 |
| 186      | 出入国管理及び難民認定法改正案         | 成立 | 6月11日 | 在留資格の取得を3年に短縮                  |
| 186      | 地方教育行政法改正案                   | 成立 | 6月13日 | 教育委員会制度見直し、首長権限の強化       |
| 186      | 地域医療・介護推進法案                 | 成立 | 6月18日 | サービスや負担等制度の大幅見直し           |
| 185      | 会社法改正案                           | 成立 | 6月19日 | 社外取締役の起用促進、多重代表訴訟制度など |
| 186      | 国会法改正案                           | 成立 | 6月20日 | 特定秘密運用監視機関の新設                 |

### 条約
| 提出回次 | 議案件名                       | 結果 | 承認日  | 備考                                       |
| -------- | ------------------------------ | ---- | ------- | ------------------------------------------ |
| 185      | 日・アラブ首長国連邦原子力協定 | 承認 | 4月18日 | 原子力発電所の資材、技術の輸出を可能とする |
| 185      | 日・トルコ原子力協定           | 承認 | 4月18日 | 原子力発電所の資材、技術の輸出を可能とする |
| 186      | 武器貿易条約の締結             | 承認 | 4月23日 | 通常兵器の国際取引を規制する               |

## 今国会の動き

### 召集前

#### 2013年
- 12月8日 - 第185回国会が閉会。
- 12月18日 - みんなの党を離党した議員を中心に結成された結いの党が設立総会を開催[2]。
- 12月12日 - 平成25年度補正予算を閣議決定[3]。
- 12月24日 - 平成26年度予算を閣議決定[4]。

#### 2014年
- 1月7日 - 結いの党が衆参両院で会派設立届を提出。みんなの党が議員らの会派離脱を認めていないため、会派設立届は受理されず保留となった[5]。
- 1月23日 - みんなの党が同党に離党届を提出して結いの党の結党に参加した比例代表選出の7人の衆議院議員について会派離脱を認め、衆議院事務局に会派離脱届けを提出。これにより、結いが7日に提出していた衆議院での会派設立届けも正式に受理された[6]
- 同日 - 民主党に離党届を提出していた山口壯衆議院議員の除籍処分が決定し、民主党・新緑風会が衆議院事務局に会派離脱を届け出、山口氏は無所属に[6]。

### 会期中

#### 1月
- 1月24日 - 召集。開会。安倍首相が衆参両院本会議で施政方針演説[7][8]。

#### 2月
- 2月4日 - 衆議院本会議で平成25年度補正予算が可決[9]。
- 2月6日 - 参議院本会議で平成25年度補正予算（総額5兆4654億円）が可決、成立[10]。
- 2月28日 - 平成26年度予算案衆議院本会議で可決[11]。一般会計総額95兆8823億円で過去最大規模となる[11]。

#### 3月
- 3月20日 - 平成26年度予算案参議院本会議で可決、成立[12]。

- 3月27日 - 「水循環基本法」が全会一致により可決、成立[13]。外国資本による水源地や周辺地域の買収、乱開発に対抗するのが目的で超党派議連による議員立法[14]。

#### 4月
- 4月11日 - 少年法の一部を改正する法律案が可決（公布日4月18日）[15][16]。18歳未満の少年に対し、無期懲役に代わって言い渡せる有期懲役の上限を、15年から20年に、不定期刑も「5年〜10年」を「10年〜15年」に引き上げ[16]。
- 4月25日 - 改正著作権法成立[17][18]。紙媒体による出版のみを対象としていた「出版権」の対象を電子書籍にも拡張[17][18]。
- 4月27日 - 2月に徳田毅が議員辞職したことを受けた鹿児島2区の補欠選挙が行われ、自民党新人の金子万寿夫が初当選[19]。
- 4月28日 - 私立学校法の改正案が参議院で全会一致で可決、成立[20][21]。1949年以来の大幅改正となり、私立学校を運営する学校法人が法令違反や資金繰りの悪化などの問題を抱えた場合、文科省や都道府県が立ち入り検査や改善命令ができるようなる[20][21]。

#### 5月
- 5月14日 - 自民、公明両党の幹事長は14日午前の会談で、6月22日までの通常国会の会期を延長しない方針を確認[22]。
- 5月20日 - 地方教育行政法改正案が自民、公明、生活の党など与野党の賛成により衆議院を通過[23]。
- 5月21日 - 参院本会議が不備で散会となり、条約3件が衆院議決優先により自然承認された。自然承認は2008年以来のこと[24]。
- 5月23日 - 首相や閣僚の国会出席の軽減や党首討論の原則毎月1回の実施などを柱とする国会改革案に自民、公明、民主、日本維新の会の4党が正式合意[25][26][27][28]。
- 5月23日 - 「難病医療法」と「改正児童福祉法」が参議院本会議で可決、成立[29][30]。難病医療法の新制度では、医療費の自己負担を3割から2割に引き下げ、対象を56疾患（約78万人）から約300疾患（約150万人）に拡大する一方、軽症患者を対象から外し、これまで自己負担がゼロだった重症患者にも一定の負担を求める[29][30]。改正児童福祉法では難病も含む長期療養が必要な「小児慢性疾患」の医療費の助成対象を514疾患（約11万人）から約600疾患（約15万人）に拡大する[29][30]。
- 5月23日 - 「山の日」法案が成立[31][32]。8月の祝日は初となる[31][32]。
- 5月27日 - 国会改革案に自民党、公明党、民主党、日本維新の会、結いの党、みんなの党、新党改革の与野党7党の国対委員長が署名し、2014年秋の臨時国会から衆議院で先行実施することが決定[33]。共産党、生活の党、社民党の3党は「国会審議が空洞化する」と反対[33]。
- 5月28日 - 司法試験法改正案が参議院で可決、成立[34][35]。5年間で3回としていた受験回数制限を5回までにし、5回不合格になっても、あらためて法科大学院を修了するか予備試験に合格すれば受験資格を得るように改正された[34][35]。
- 5月29日 - 日本維新の会が執行役員会を開き、分党を正式に決定[36]。石原慎太郎共同代表と橋下徹共同代表を中心とした二つの党に分裂[36]。

#### 6月
- 6月4日 - 日本維新の会の石原慎太郎共同代表が都内のホテルで自らを支持する党所属議員と会合を開き、分党後の新党結成に向けた準備会の設立を決定[37]。新党への参加議員は平沼赳夫国会議員団代表や山田宏ら22人となる[37]。
- 6月4日 - 参院本会議で厚生労働委員長の石井みどりが「かりゆし」を着て登壇し、議院運営委員会の理事会で民主党議員が「上着を着ないのは違反だ」と疑問を呈した[38]。クール・ビズ期間の服装は衆参とも、議運の申し合わせで、上着なしのノーネクタイが認められている[38]。しかし、本会議場に限っては上着を必要としている[38]。かりゆしは「上着ではない」と指摘する民主党に、自民党は「福島瑞穂君（社民党）もいらっしゃる」と応酬[38]。共産党は「かりゆしは正装だ」と着用を認めるよう訴え、各会派持ち帰り、再協議することになった[38]。
- 6月6日 - 菅義偉官房長官が定例会見で「河野談話」作成過程の検証結果について「国会から要請があれば、検証結果をまとまり次第提出したい」と述べ、国民に向けて調査結果を公表する考えを明らかにした[39]。
- 6月11日 - 今国会初の党首討論[40]。
- 6月13日 - 改正国民投票法が与野党8党の賛成で成立[41][42]。共産党、社民党は反対[43]。
- 6月13日 - 改正地方教育行政法が自民党、公明党の賛成で成立[44][45]。首長の権限が強化される[44][45]。
- 6月18日 - 衆院内閣委員会でカジノ法案審議入り[46][47]。
- 6月22日 - 閉会。内閣が今国会に提出した法案（閣法）81本のうち79本が成立し、成立率は97.5%、新規の条約18本も全て承認された[48][49]。

## 常任委員長
| 委員長名           | 氏名       | 政党名       |
| ------------------ | ---------- | ------------ |
| 内閣委員長         | 柴山昌彦   | 自由民主党   |
| 総務委員長         | 高木陽介   | 公明党       |
| 法務委員長         | 江崎鉄磨   | 自由民主党   |
| 外務委員長         | 鈴木俊一   | 自由民主党   |
| 財務金融委員長     | 林田彪     | 自由民主党   |
| 文部科学委員長     | 小渕優子   | 自由民主党   |
| 厚生労働委員長     | 後藤茂之   | 自由民主党   |
| 農林水産委員長     | 坂本哲志   | 自由民主党   |
| 経済産業委員長     | 富田茂之   | 公明党       |
| 国土交通委員長     | 梶山弘志   | 自由民主党   |
| 環境委員長         | 伊藤信太郎 | 自由民主党   |
| 安全保障委員長     | 江渡聡徳   | 自由民主党   |
| 国家基本政策委員長 | 山本公一   | 自由民主党   |
| 予算委員長         | 二階俊博   | 自由民主党   |
| 決算行政監視委員長 | 松浪健太   | 日本維新の会 |
| 議院運営委員長     | 逢沢一郎   | 自由民主党   |
| 懲罰委員長         | 高木義明   | 民主党       |

| 委員長名           | 氏名       | 政党名     |
| ------------------ | ---------- | ---------- |
| 内閣委員長         | 水岡俊一   | 民主党     |
| 総務委員長         | 山本香苗   | 公明党     |
| 法務委員長         | 荒木清寛   | 公明党     |
| 外交防衛委員長     | 末松信介   | 自由民主党 |
| 財政金融委員長     | 塚田一郎   | 自由民主党 |
| 文教科学委員長     | 丸山和也   | 自由民主党 |
| 厚生労働委員長     | 石井みどり | 自由民主党 |
| 農林水産委員長     | 野村哲郎   | 自由民主党 |
| 経済産業委員長     | 大久保勉   | 民主党     |
| 国土交通委員長     | 藤本祐司   | 民主党     |
| 環境委員長         | 佐藤信秋   | 自由民主党 |
| 国家基本政策委員長 | 長浜博行   | 民主党     |
| 予算委員長         | 山崎力     | 自由民主党 |
| 決算委員長         | 金子原二郎 | 自由民主党 |
| 行政監視委員長     | 江口克彦   | みんなの党 |
| 議院運営委員長     | 岩城光英   | 自由民主党 |
| 懲罰委員長         | 北澤俊美   | 民主党     |